# 田村男児
田村 男児（たむら だん、1999年6月14日 - ）は、日本の男性プロレスラー。茨城県鹿嶋市出身。全日本プロレス所属。

## 経歴
入門前にレスリングと柔道を3年ずつ経験。鹿島学園高等学校時代は、レスリングで2016年 - 2017年にインターハイ出場を果たす。2017年愛媛国体では少年男子フリースタイル96kg級にてベスト8に入る。
2018年4月1日、全日本プロレスに入門。2019年1月2日、後楽園ホール大会で青柳亮生とタッグを組んで青木篤志&佐藤光留とのタッグ戦でデビュー。9分11秒、パートナーの亮生が逆エビ固めで敗れた。
2020年7月13日、第5回あすなろ杯争奪リーグ戦にて全勝優勝を飾り、試合後にエボリューションへの加入を表明。諏訪魔に受諾され、エボリューションの一員となった。同年8月30日、岩本煌史の持つ世界ジュニアヘビー級王座に挑戦するも敗北した。12月27日、ワンデートーナメントとして開催されたJr. TAG BATTLE OF GLORYに光留と組み出場、優勝を飾った。
2021年以降は地元の茨城県の「エボリューション農園」で農作業に従事したり、エボリューションを脱退した諏訪魔が合流したVOODOO-MURDERSにいたぶられるなど目立った活躍を残せなかった。しかし、2022年9月18日の日本武道館大会では光留とのコンビでアジアタッグ王座に挑み、田村が自ら歳三を降して自身初となるチャンピオンベルトを獲得。
2023年はJr. BATTLE OF GLORYで初優勝を飾ると、12月31日の世界ジュニアヘビー級選手権試合で王者エル・リンダマンに勝利し、自身初のシングル王座を獲得した。
2024年、3月に世界ジュニアを失冠し、同月光留とのコンビで二度目のアジアタッグ王座に就くも、6月に失冠。折しも6月頃より言動の激しさが増し、7月15日のエボリューション自主興行における光留とのシングルマッチを最後に、己の道を歩むべくエボリューションを脱退した。なおEvo男（Evolution興行における男子の試合）には継続して出場する。

## 得意技
デスバレーボム
アジアタッグ王座の奪取の決め手となったフィニッシャー。
ダンロック
変形テキサスクローバーホールドで2020年のあすなろ杯争奪リーグ戦にて初披露。
タックル
俵返
パワーボム
2020年のJr. TAG BATTLE OF GLORYにて初披露。
ラリアット

## タイトル歴
全日本プロレス
- 世界ジュニアヘビー級王座（第67代）
- アジアタッグ王座（第114代、第123代）（パートナーは佐藤光留）
- あすなろ杯争奪リーグ戦優勝（2020年）
- Jr. BATTLE OF GLORY優勝（2023年）
- Jr. TAG BATTLE OF GLORY優勝（2020年）（パートナーは佐藤光留）

天龍プロジェクト
- UNタッグ王座（第2代）（パートナーは諏訪魔）

## 入場テーマ曲
- NAVAL GUN
- トレーニング（劇場版「あしたのジョー」より）

## メディア出演
- 宮原健斗のトレーニング最高ですか!?（GAORA）（2020年5月5日 - ）
- デカ盛りハンター（テレビ東京系列）（2021年3月12日）[16]

## エピソード
- 目標とする選手は諏訪魔[2]。
- 2019年3月9日より、赤いモヒカンヘアーをトレードマークとするようになり[17]、エボリューション入りを機に、モヒカンを金髪にした。その後、2021年2月26日のハードヒット興行「JEEEP」の前後より、金髪はそのままにモヒカンではない短髪にしている。
- エボリューション所属前より、諏訪魔が主宰する「横浜デビルズジュニアレスリングクラブ」にてコーチを務めていた。その後、2021年4月1日に発足した「全日本プロレスジュニアレスリングクラブ」で再びコーチに名を連ね、2024年4月より監督に就任[18]。
- 2020年2月22日、同期の大森北斗・青柳亮生とパワフル系YouTuber「ノータップス」を結成。自身の得意技から、動画内では「タックル」を名乗っている。
- 2020年9月に全日本プロレス参戦、2021年に入団した本田竜輝は同学年であり、プロレスラーとしても同期のライバル[19]。学生時代は偶然にも両者ともにインターハイ（2016年団体、2017年団体・個人96kg級）・国民体育大会（2017年個人96kg級）の出場経歴が一致している。なお3年次に一度だけ関東大会で対戦の機会があり、この時は田村が勝利[20]。
- ももいろクローバーZのファン（モノノフ）であり、2021年にファンクラブへ入会したことを明かしている[21]。